# Labi Siffre
Claudius Afolabi Siffre (Londres, Inglaterra; 25 de junio de 1945) es un cantante, compositor, músico y poeta británico. Siffre publicó seis álbumes entre 1970 y 1975, y cuatro entre 1988 y 1998. Sus composiciones más conocidas son "It Must Be Love" (que fue versionada por el grupo Madness), "Crying Laughing Loving Lying" y "(Something Inside) So Strong". Su música ha sido ampliamente sampleada por artistas de hip-hop estadounidenses como Eminem y Jay-Z. Siffre ha publicado ensayos, la obra de teatro y televisión Deathwrite y tres volúmenes de poesía: Nigger, Blood on the Page, y Monument.

## Primeros años y educación
Claudius Afolabi Siffre nació como el cuarto de cinco hijos en el Queen Charlotte's and Chelsea Hospital de Hammersmith, Londres, de madre británica de ascendencia mixta barbadense y belga y padre nigeriano. Siffre se crio en Bayswater y Hampstead y se educó en un colegio católico independiente, St Benedict's School, en Ealing, al oeste de Londres. A pesar de su educación católica, Siffre ha declarado que siempre ha sido ateo.
Estudió música en la Eric Gilder School of Music de Wardour Street, en el Soho. Gilder es recordado con gratitud en su poema "education education education". Tras dejar la escuela, Siffre trabajó como taxista y repartidor antes de decidir concentrarse en la música. Se trasladó a Cannes (Francia), donde tocó la guitarra con varios músicos y bandas de soul, pero posteriormente regresó al Reino Unido a finales de la década de 1960.

## Carrera musical
Siffre tocaba la guitarra de jazz en el club de jazz Annie Ross's del Soho en la década de 1960 como parte de una banda de la casa con órgano Hammond, guitarra y batería.
Publicó seis álbumes entre 1970 y 1975. A principios de la década de 1970, tres de sus sencillos se convirtieron en éxitos: "It Must Be Love" (n.º 14, 1971) (posteriormente versionado por Madness y número 4, para el que el propio Siffre apareció en el vídeo); "Crying Laughing Loving Lying" (n.º 11, 1972); y "Watch Me" (n.º 29, 1972). En 1978, Siffre participó en las pruebas del Reino Unido del Festival de Eurovisión. Interpretó su propia composición "Solid Love", que quedó en quinto lugar de las doce canciones que se presentaron al concurso A Song for Europe. Además, coescribió la canción "We Got It Bad", interpretada por Bob James, que quedó en décimo lugar.
Siffre salió de su retiro autoimpuesto de la música en 1985, cuando vio una película de televisión de la Sudáfrica del apartheid que mostraba a un soldado blanco disparando a niños negros. Escribió "(Something Inside) So Strong" (n.º 4, 1987) y publicó cuatro álbumes más entre 1988 y 1998.
Varias partes del tema de Siffre de 1975 "I Got The..." fueron sampleadas en canciones populares de hip hop en la década de 1990, sobre todo en el sencillo de Eminem de 1999 "My Name Is". Como resultado de la nueva fama de la canción, finalmente se publicó como sencillo en 2006.
La canción de 1972 de Siffre "My Song", décima pista de su álbum juvenil Crying Laughing Loving Lying, fue sampleada por Kanye West en la canción "I Wonder" de su tercer álbum Graduation.

## Vida personal
Siffre conoció a Peter Lloyd en julio de 1964 y estuvieron juntos durante 48 años. Se hicieron pareja civil en 2005, tan pronto como fue posible en el Reino Unido. Desde mediados de los 90 hasta la muerte de Lloyd en 2013, él y Siffre vivieron en un Ménage à trois con Rudolf van Baardwijk en el sur de Gales. El propio Van Baardwijk murió en 2015. Siffre vive ahora en España.
En 2014, Siffre apareció en la serie de la BBC Radio 4 Great Lives, defendiendo la vida del autor británico Arthur Ransome. Siffre dijo que los libros de Swallows and Amazons de Ransome le habían enseñado la responsabilidad de sus propios actos y también una moral que le ha influido y formado a lo largo de su vida.

## Discografía

### Álbumes de estudio
- 1970: Labi Siffre
- 1971: The Singer and the Song
- 1972: Crying Laughing Loving Lying
- 1973: For the Children
- 1975: Remember My Song
- 1975: Happy
- 1988: So Strong
- 1991: Man of Reason
- 1998: The Last Songs
- 1998: Monument (Spoken Word)
- 2023: Watch Me

### Álbumes en vivo
- 2006: The Last Songs (Re-mastered)

### Álbumes recopilatorios
- 1995: The Best of Labi Siffre':
- 2016: It Must Be Love (The Best of Labi Siffre)
- 2019: Gold